# Slovenska vas (gmina Pivka)
Slovenska vas – wieś w Słowenii, gmina Pivka. 1 stycznia 2017 liczyła 38 mieszkańców.